# Voyage (album của ABBA)
Voyage là album phòng thu thứ chín của nhóm nhạc pop người Thụy Điển ABBA, phát hành ngày 5 tháng 11 năm 2021 bởi Polar Music và Universal Music. Đây là album đầu tiên của nhóm sau bốn muơi năm với toàn bộ những bản nhạc mới kể từ album phòng thu trước The Visitors (1981), và là tác phẩm đánh dấu sự tái hợp của ABBA sau khi tan rã năm 1983. Voyage tiếp tục khai thác phong cách âm nhạc quen thuộc của họ với disco và synth-pop, trong đó hai thành viên Benny Andersson và Björn Ulvaeus đảm nhận vai trò sáng tác như trong tất cả những album trước. Ban đầu, ABBA dự định thu âm một số bài hát mới cho chương trình truyền hình đặc biệt ABBA: Thank You for the Music, An All-Star Tribute, trước khi dự án bị hủy bỏ. Một trong những bài hát của album "Just a Notion", từng xuất hiện dưới dạng thu nháp trong liên khúc "ABBA Undeleted" từ box set Thank You for the Music (1994).
Sau khi phát hành, Voyage nhận được những phản ứng tích cực từ các nhà phê bình âm nhạc, trong đó họ đánh giá cao việc ABBA không chạy theo xu hướng âm nhạc mới và giữ vững bản sắc âm nhạc trong quá khứ, đồng thời ca ngợi chất giọng giàu cảm xúc của Agnetha Fältskog và Anni-Frid Lyngstad. Ngoài ra, đĩa hát còn gặt hái nhiều đề cử tại những lễ trao giải lớn, bao gồm hai đề cử giải Grammy cho Album của năm và Album giọng pop xuất sắc nhất tại lễ trao giải thường niên lần thứ 65. Voyage cũng tiếp nhận những thành công bùng nổ về mặt thương mại, đứng đầu các bảng xếp hạng ở Úc, Áo, Bỉ Đan Mạch, Phần Lan, Pháp, Đức, Ireland, Hà Lan, New Zealand, Na Uy, Thụy Điển, Thụy Sĩ và Vương quốc Anh, đồng thời vuơn đến top 5 ở hầu hết những thị trường còn lại. Tại Hoa Kỳ, album ra mắt ở vị trí thứ hai trên bảng xếp hạng Billboard 200, trở thành đĩa hát đạt thứ hạng cao nhất của nhóm tại đây.
Bốn đĩa đơn đã được phát hành từ Voyage, trong đó đĩa đơn kép "I Still Have Faith in You" và "Don't Shut Me Down" lọt vào top 10 ở nhiều thị trường lớn, cũng như đều được đề cử giải Grammy ở hạng mục Thu âm của năm trong hai năm liên tiếp, bên cạnh đề cử cho Trình diễn song tấu hoặc nhóm nhạc pop xuất sắc nhất với "Don't Shut Me Down". Những đĩa đơn còn lại "Just a Notion", "Little Things" và "No Doubt About It" chỉ gặt hái một số thành công ít ỏi. Để quảng bá album, ABBA thực hiện buổi hòa nhạc cư trú ABBA Voyage với những hình ảnh kỹ thuật số của nhóm, bắt đầu từ ngày 27 tháng 5 năm 2022 tại một địa điểm được xây dựng tại Công viên Olympic Queen Elizabeth ở London. Tính đến tháng 11 năm 2022, Voyage đã bán được 2.5 triệu bản trên toàn cầu, trở thành album bán chạy thứ tám trong năm 2021 và đứng thứ hai nếu chỉ tính doanh số album thuần, theo Liên đoàn Công nghiệp ghi âm Quốc tế.

## Danh sách bài hát
Tất cả các ca khúc được viết bởi Benny Andersson và  Björn Ulvaeus.
| Voyage           | Voyage                      | Voyage     |
| STT              | Nhan đề                     | Thời lượng |
| ---------------- | --------------------------- | ---------- |
| 1.               | "I Still Have Faith in You" | 5:09       |
| 2.               | "When You Danced with Me"   | 2:50       |
| 3.               | "Little Things"             | 3:08       |
| 4.               | "Don't Shut Me Down"        | 3:56       |
| 5.               | "Just a Notion"             | 3:31       |
| 6.               | "I Can Be That Woman"       | 4:01       |
| 7.               | "Keep an Eye on Dan"        | 4:05       |
| 8.               | "Bumblebee"                 | 3:57       |
| 9.               | "No Doubt About It"         | 2:56       |
| 10.              | "Ode to Freedom"            | 3:32       |
| Tổng thời lượng: | Tổng thời lượng:            | 37:03      |

## Xếp hạng
| Bảng xếp hạng (2021)                         | Vị trí cao nhất |
| -------------------------------------------- | --------------- |
| Album Úc (ARIA)                              | 1               |
| Album Áo (Ö3 Austria)                        | 1               |
| Album Bỉ (Ultratop Vlaanderen)               | 1               |
| Album Bỉ (Ultratop Wallonie)                 | 1               |
| Album Canada (Billboard)                     | 2               |
| Album Croatia Quốc tế (HDU)                  | 2               |
| Album Cộng hòa Séc (ČNS IFPI)                | 1               |
| Album Đan Mạch (Hitlisten)                   | 1               |
| Album Hà Lan (Album Top 100)                 | 1               |
| Album Phần Lan (Suomen virallinen lista)     | 1               |
| Album Pháp (SNEP)                            | 1               |
| Album Đức (Offizielle Top 100)               | 1               |
| Album Hy Lạp (IFPI)                          | 1               |
| Album Hungaria (MAHASZ)                      | 3               |
| Album Iceland (Tonlist)                      | 1               |
| Album Ireland (OCC)                          | 1               |
| Album Ý (FIMI)                               | 6               |
| Album Nhật Bản (Oricon)                      | 4               |
| Album Nhật Bản (Oricon) Voyage với ABBA Gold | 16              |
| Album Nhật (Billboard Japan)                 | 4               |
| Album Lithuania (AGATA)                      | 23              |
| Album New Zealand (RMNZ)                     | 1               |
| Album Na Uy (VG-lista)                       | 1               |
| Album Ba Lan (ZPAV)                          | 2               |
| Album Bồ Đào Nha (AFP)                       | 1               |
| Album Scotland (OCC)                         | 1               |
| Album Slovakia (ČNS IFPI)                    | 2               |
| Album Tây Ban Nha (PROMUSICAE)               | 2               |
| Album Thụy Điển (Sverigetopplistan)          | 1               |
| Album Thụy Sĩ (Schweizer Hitparade)          | 1               |
| Album Anh Quốc (OCC)                         | 1               |
| Album Hoa Kỳ Billboard 200                   | 2               |

| Bảng xếp hạng (2021)                      | Vị trí |
| ----------------------------------------- | ------ |
| Album Úc (ARIA)                           | 10     |
| Album Áo (Ö3 Austria)                     | 1      |
| Album Bỉ (Ultratop Flanders)              | 1      |
| Album Bỉ (Ultratop Wallonia)              | 3      |
| Album Cộng hòa Séc (ČNS IFPI)             | 3      |
| Album Đan Mạch (Hitlisten)                | 12     |
| Album Hà Lan (Album Top 100)              | 4      |
| Album Pháp (SNEP)                         | 31     |
| Album Đức (Offizielle Top 100)            | 1      |
| Album Hungaria (MAHASZ)                   | 26     |
| Album Iceland (Plötutíðindi)              | 94     |
| Album Ireland (IRMA)                      | 9      |
| Album Ba Lan (ZPAV)                       | 43     |
| Album Bồ Đào Nha (AFP)                    | 8      |
| Album Tây Ban Nha (PROMUSICAE)            | 68     |
| Album Thụy Điển (Sverigetopplistan)       | 1      |
| Album Thụy Sĩ (Schweizer Hitparade)       | 1      |
| Album Anh Quốc (OCC)                      | 3      |
| Album Toàn cầu (IFPI Global Music Report) | 8      |
| Bảng xếp hạng (2022)                      | Vị trí |
| Album Đức (Offizielle Top 100)            | 3      |
| Album Thụy Sĩ (Schweizer Hitparade)       | 13     |

## Chứng nhận
| Quốc gia                                                    | Chứng nhận  | Số đơn vị/doanh số chứng nhận |
| ----------------------------------------------------------- | ----------- | ----------------------------- |
| Úc (ARIA)                                                   | Vàng        | 35.000‡                       |
| Áo (IFPI Áo)                                                | Bạch kim    | 15.000‡                       |
| Bỉ (BEA)                                                    | Bạch kim    | 20.000‡                       |
| Đan Mạch (IFPI Đan Mạch)                                    | Bạch kim    | 20.000‡                       |
| Pháp (SNEP)                                                 | Bạch kim    | 100.000‡                      |
| Đức (BVMI)                                                  | 2× Bạch kim | 400,000                       |
| Ba Lan (ZPAV)                                               | Vàng        | 10.000‡                       |
| Thụy Điển (GLF)                                             | 2× Bạch kim | 60.000‡                       |
| Anh Quốc (BPI)                                              | Bạch kim    | 387,000                       |
| Tổng hợp                                                    |             |                               |
| Toàn cầu                                                    | —           | 2,500,000                     |
| ‡ Chứng nhận dựa theo doanh số tiêu thụ và phát trực tuyến. |             |                               |

## Lịch sử phát hành
| Khu vực  | Ngày             | Định dạng                                | Phiên bản                             | Hãng đĩa        | Nguồn  |
| -------- | ---------------- | ---------------------------------------- | ------------------------------------- | --------------- | ------ |
| Nhiều    | 5 tháng 11, 2021 | CD Cassette LP Tải kĩ thuật số Streaming | Tiêu chuẩn                            | Polar Universal |        |
| Nhật Bản | 5 tháng 11, 2021 | 2×CD                                     | Tiêu chuẩn + ABBA Gold                | Universal       | [ 74 ] |
| Nhật Bản | 5 tháng 11, 2021 | CD + DVD                                 | Tiêu chuẩn + The Essential Collection | Universal       | [ 75 ] |
| Nhật Bản | 5 tháng 11, 2021 | CD + 2 DVDs                              | Tiêu chuẩn + ABBA in Japan            | Universal       | [ 76 ] |